# Jill Scott
Jill Scott (Philadelphia, 4 april 1972) is een Amerikaanse r&b-, soul- en jazzzangeres, songwriter, actrice en dichteres.

## Biografie
Scott groeide op als enig kind in Philadelphia en werd opgevoed door haar moeder en grootmoeder. Ze wilde graag lerares worden, maar toen ze eenmaal als klassenassistent werkte, viel het werk haar tegen en hield ze ermee op.
Voordat ze in de muziekwereld bekend werd, had Scott allerlei baantjes, onder andere als verkoopster, in een ijssalon en op een bouwplaats. Ze is een jaar of vijf getrouwd geweest met een graficus. Over hem schreef ze het liedje He Loves Me (Lyzel in E Flat) van de cd Who Is Jill Scott? (Words & Sounds Vol. 1).

## Loopbaan als artieste

### Carrière
Ze begon op te treden als spoken word artist, met eigen werk. Daar werd ze ontdekt door Ahmir "Questlove" Thompson van The Roots. Hij nodigde haar uit om bij de band komen en de samenwerking resulteerde in een credit voor het liedje You Got Me. In 2000 werden (Erykah Badu en) The Roots onderscheiden met de Grammy voor de Best rap performance by a duo or group met You Got Me. Daarna werkte Jill Scott samen met Eric Benét, Will Smith, 4hero, MJ Cole en Common. Ze toerde door Canada in een productie van de Broadwaymusical Rent.
Hidden Beach Recordings bracht in 2000 haar debuutalbum Who Is Jill Scott? Words and Sounds Vol. 1 uit. Met de single A Long Walk van die cd had een ze een bescheiden succes, wat uiteindelijk leidde tot een Grammynominatie in 2003 voor de Best Female Vocal Performance. In 2005 kreeg ze deze onderscheiding voor de Best Urban/Alternative R&B Performance met Cross My Mind. Het livealbum, Experience:Jill Scott 826+ werd in november 2001 uitgebracht. Scotts derde cd, Beautifully Human: Words and Sounds Vol. 2, volgde in 2004. Ze werkte mee aan de single Daydreaming van hiphopartiest Lupe Fiasco, die ook verscheen op haar volgende album uit januari 2007. In september van dat jaar volgde The Real Thing: Words and Sounds Vol. 3.

## Dichteres
Ze schrijft nog steeds gedichten en er verscheen een bloemlezing in april 2005 onder de titel The Moments, The Minutes, The Hours.

## Actrice
In 2000 begon Scott met acteren, ze nam lessen bij een gezelschap in Philadelphia, in ruil voor hand-en-spandiensten. Ze speelde in de televisieserie Girlfriends en in de bioscoopfilm Cavedweller met Kevin Bacon en zijn echtgenote Kyra Sedgwick. In 2007 speelde ze in Hounddog en in Why Did I Get Married?.
23 maart 2008 – 19 april 2009 speelde ze Mma Ramotswe in een BBC en HBO productie The No. 1 Ladies' Detective Agency (TV series) naar het boek van Alexander Mc Call Smith een Schotse jurist en schrijver die geboren is in het vroegere Butawajo Rhodesië, 24 augustus 1948 tegenwoordig heet het Zimbabwe.

## Zangeres
Ze mengt jazz, r&b, spoken word en hiphop met andere genres en creëert zo muziek die neo-soul genoemd wordt. Ze haalt moeiteloos hoge noten, waardoor men haar vaak met Minnie Riperton en Deniece Williams vergelijkt.
Ze heeft de Blues Babe Foundation opgericht om financiële ondersteuning te geven aan studenten van 16 tot 21 jaar. De stichting is genoemd naar de oma van Scott, die de bijnaam "Blue Babe" heeft.
Op het Essence Music Festival in 2006 bekritiseerde Scott het beeld dat in de teksten van rapliedjes wordt opgeroepen: Dirty, inappropriate, inadequate, unhealthy, and polluted. Ze riep haar publiek op te eisen dat dit bijgesteld wordt.

## Discografie

### Albums
| Album met eventuele hitnotering(en) in de Nederlandse Album Top 100 | Datum van verschijnen | Datum van binnenkomst | Hoogste positie | Aantal weken | Opmerkingen   |
| ------------------------------------------------------------------- | --------------------- | --------------------- | --------------- | ------------ | ------------- |
| Who is Jill Scott? - Words and sounds vol. 1                        | 2002                  | 02-02-2002            | 78              | 4            |               |
| Experience: Jill Scott 826+                                         | 2002                  | 09-03-2002            | 93              | 1            | Livealbum     |
| Beautifully human - Words and sounds vol. 2                         | 2004                  | 04-09-2004            | 31              | 8            |               |
| Collaborations                                                      | 30-01-2007            | -                     |                 |              | Verzamelalbum |
| The real thing - Words and sounds vol. 3                            | 2007                  | 01-12-2007            | 65              | 1            |               |
| Live in Paris+                                                      | 2008                  | -                     |                 |              | Livealbum     |
| The light of the sun                                                | 17-06-2011            | 25-06-2011            | 51              | 3            |               |
| Woman                                                               | 2015                  | 29-07-2015            |                 |              |               |

| Album met hitnotering(en) in de Vlaamse Ultratop 200 albums | Datum van verschijnen | Datum van binnenkomst | Hoogste positie | Aantal weken | Opmerkingen |
| ----------------------------------------------------------- | --------------------- | --------------------- | --------------- | ------------ | ----------- |
| Beautifully human - Words and sounds vol. 2                 | 2004                  | 11-09-2004            | 41              | 7            |             |

### Singles
| Single met eventuele hitnotering(en) in de Nederlandse Top 40 | Datum van verschijnen | Datum van binnenkomst | Hoogste positie | Aantal weken | Opmerkingen              |
| ------------------------------------------------------------- | --------------------- | --------------------- | --------------- | ------------ | ------------------------ |
| Gimme                                                         | 2002                  | -                     |                 |              | #87 in de Single Top 100 |
| You don't know                                                | 2015                  | -                     |                 |              | Cover van Carl Hall      |

| Single met hitnotering(en) in de Vlaamse Ultratop 50 | Datum van verschijnen | Datum van binnenkomst | Hoogste positie | Aantal weken | Opmerkingen     |
| ---------------------------------------------------- | --------------------- | --------------------- | --------------- | ------------ | --------------- |
| Daydreamin'                                          | 2006                  | 30-09-2006            | tip12           | -            | met Lupe Fiasco |

### Overige singles
- 2000 - Gettin' In the Way van de cd Who Is Jill Scott? Words and Sounds Vol. 1
- 2001 - A Long Walk van Who Is Jill Scott? Words and Sounds Vol. 1
- 2001 - The Way van Who Is Jill Scott? Words and Sounds Vol. 1
- 2002 - He Loves Me (Lyzel In E Flat) van Experience: Jill Scott 826+
- 2002 - Gimme van Experience: Jill Scott 826+
- 2004 - Golden van Beautifully Human: Words and Sounds Vol. 2
- 2005 - Whatever van Beautifully Human: Words and Sounds Vol. 2
- 2005 - Cross My Mind van Beautifully Human: Words and Sounds Vol. 2
- 2005 - The Fact Is (I Need You) van Beautifully Human: Words and Sounds Vol. 2
- 2006 - Daydreamin' (Lupe Fiasco featuring Jill Scott) van Food & Liquor / Collaborations
- 2007 - Hate on Me van The Real Thing: Words and Sounds Vol. 3
- 2007 - My Love van The Real Thing: Words and Sounds Vol. 3
- 2008 - Whenever You're Around van The Real Thing: Words and Sounds Vol. 3

### Clips
- 2000 - Gettin' In the Way van de cd Who Is Jill Scott? Words and Sounds Vol. 1
- 2001 - A Long Walk van Who Is Jill Scott? Words and Sounds Vol. 1
- 2001 - The Way van Who Is Jill Scott? Words and Sounds Vol. 1
- 2002 - He Loves Me (Jill's Home Video) van Experience: Jill Scott 826+
- 2002 - Gimme van Experience: Jill Scott 826+
- 2004 - Golden van Beautifully Human: Words and Sounds Vol. 2
- 2005 - Whatever van Beautifully Human: Words and Sounds Vol. 2
- 2005 - Cross My Mind van Beautifully Human: Words and Sounds Vol. 2
- 2006 - Daydreamin' (Lupe Fiasco featuring Jill Scott) van Food & Liquor / Collaborations
- 2007 - Hate on Me van The Real Thing: Words and Sounds Vol. 3
- 2007 - My Love van The Real Thing: Words and Sounds Vol. 3